# کدپن

کدپن (به انگلیسی: CodePen) یک جامعه آنلاین برای آزمایش و نمایش تکه کدهای اچ‌تی‌ام‌ال، سی‌اس‌اس و جاوااسکریپت است. کدپن به عنوان یک ویرایشگر کد آنلاین و محیط یادگیری متن‌باز عمل می‌کند، که در آن توسعه دهندگان می‌توانند تکه کدهایی به نام «پن» (به انگلیسی: Pen) بسازند و آن‌ها را تست کنند. این شرکت در سال ۲۰۱۲ توسط الکس وزکویز، تیم سبت و کریس کویر تأسیس شد. کارمندان آن در محیطهای غیرمتمرکز و دورکاری کار می‌کنند و به ندرت با یکدیگر ملاقات می‌کنند. کدپن یکی از بزرگ‌ترین جوامع برای طراحان وب و توسعه دهندگان است تا مهارت‌های کدنویسی خود را به نمایش بگذارند، و دارای حدود ۳۳۰٬۰۰۰ کاربر ثبت‌نام‌شده و ۱۶٫۹ میلیون بازدیدکننده در ماه است.